# Bakkhiosz
Bakkhiosz (4. század) görög író
Nagy Konstantin idejében, a 4. század első felében írt egy mindmáig fennmaradt, kérdés-felelet formájában íródott zenei tankönyvet „Eiszagógé tekhné musziké” címmel. Életéről semmi közelebbit nem tudunk.